# Enriquillo
Enriquillo (fl. XVI secolo) fu un cacique Taino che si ribellò alla dominazione spagnola tra il 1519 ed il 1533.

## Biografia
Il padre fu ucciso insieme ad altri 80 capi regionali mentre trattava la pace con gli spagnoli, durante alcuni colloqui diretti dalla zia Anacaona a Jaragua. Durante questi incontri, i soldati spagnoli appiccarono il fuoco alla capanna uccidendo tutti quelli che fuggivano dalle fiamme. Enriquillo fu mandato presso un monastero a Santo Domingo. Uno dei suoi mentori fu Bartolomé de Las Casas.

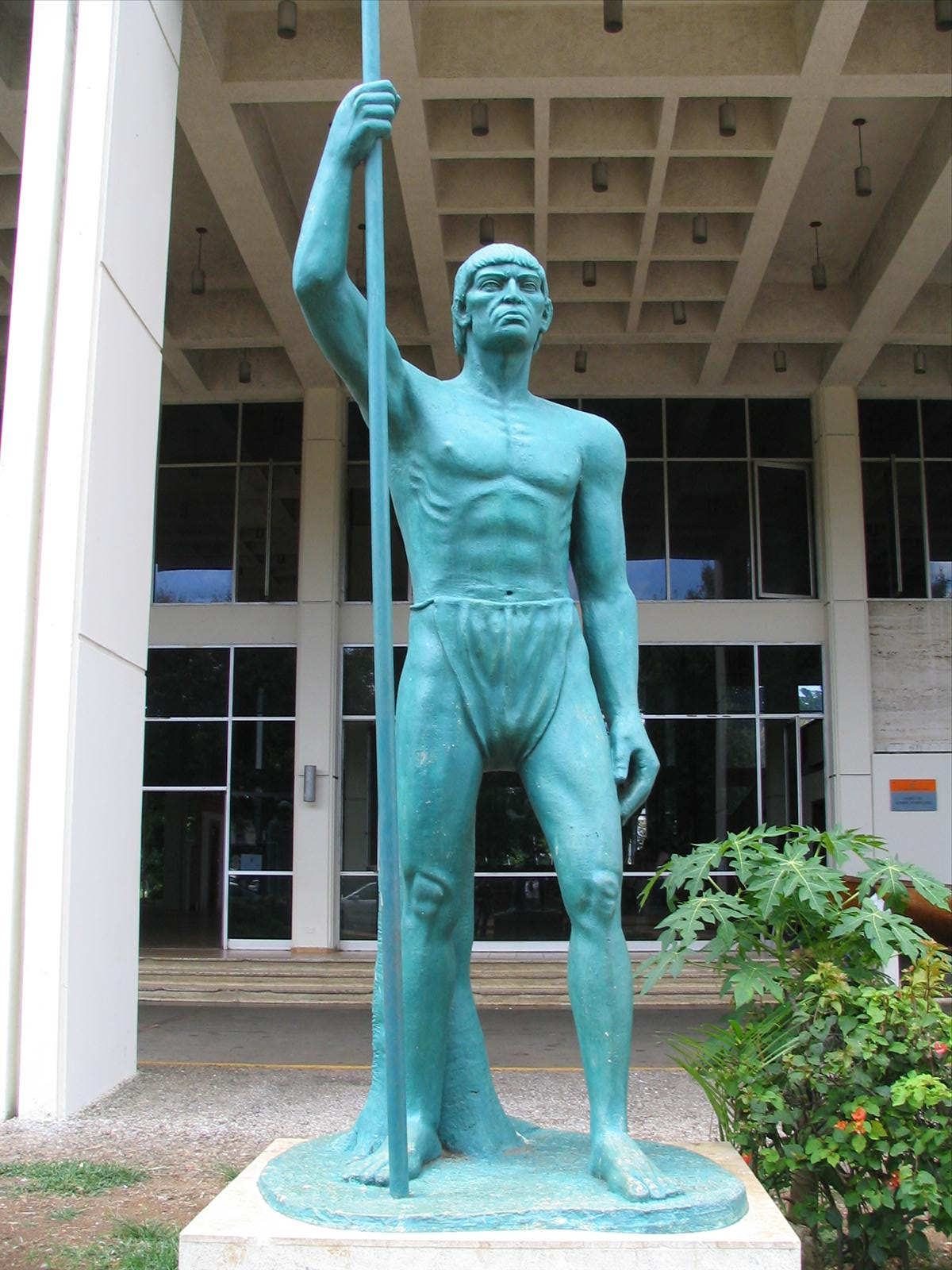
Museo dell'uomo dominicano

I buoni rapporti intercorsi tra Cristoforo Colombo ed i Taíno indigeni di Hispaniola non durarono più di qualche giorno; dopo che Colombo aveva torturato molti indigeni per farsi dire dove tenevano l'oro, uccidendone la maggior parte, trasformò i sopravvissuti in schiavi impegnandoli nelle piantagioni di canna da zucchero per poter finanziare i propri viaggi.
Nella prima metà del XVI secolo ci furono numerose rivolte, la più famosa delle quali scoppiò nel 1522. Enriquillo fece partire la rivolta con molti indiani provenienti dalla catena montuosa di Bahoruco, sfruttando la migliore conoscenza della regione. Dato che gli spagnoli non erano in grado di controllare la ribellione, fu firmato un trattato che garantiva agli indigeni, tra gli altri, i diritti di libertà e possesso. Il trattato ebbe ben poche conseguenze, visto che in quel periodo la popolazione indiana stava subendo uno sterminio dovuto alle malattie europee. 
Enriquillo aveva anche una moglie, chiamata Mencía, e poi Doña Mencía a causa delle relazioni di Enriquillo con gli spagnoli. Fu molestata da uno spagnolo di cui non si conosce il nome. Quando Enriquillo tentò di ottenere un processo presso le corti spagnole, non si poté fare nulla, dato che si trattava della parola di Mencia contro quella di uno spagnolo. Questo, secondo alcuni scrittori, fu la scintilla che fece scoppiare la rivolta di Enriquillo sui monti Bahoruco.

## Guarocuya
Molti storici concordano sul fatto che Enriquillo fosse la stessa persona del cacique Guarocuya. In questo caso Enriquillo apparterrebbe al più alto casato dei Jaragua cacicazgo. Guarocuya era il nipote di Anacaona, sorella del cacique di Jaragua Bohechío e suo successore. Anacaona era sposata con Caonabo che era il cacique del vicino regno di Maguana. Una minoranza di storici la pensano diversamente, ritenendo che Guarocuya fosse stato catturato ed impiccato, mentre Enriquillo gli sarebbe succeduto in questa rivolta. Molti storici ritengono che entrambi i ribelli fossero la stessa persona, affermando che le storie riguardanti la morte di Guarocuya sono identiche ai più verificabili racconti sulla cattura ed esecuzione della zia Anacaona, e che le storie sarebbero state confuse. È anche ben documentato il fatto che Enriquillo fosse sposato con Mencía, nipote mestizo di Anacaona.
Il nome Enriquillo potrebbe essere dovuto semplicemente al battesimo cattolico ed al nuovo nome acquisito di Enrique.

## Lago Enriquillo
Il lago di acqua salata Lago Enriquillo, situato nella provincia Dominicana di Baoruco, prende da lui il nome. Sui monti si trova il Trono de Enriquillo, dove si dice che si accampasse durante la ribellione.

## Nella cultura moderna
Il più alto grado della Asociación de Scouts Dominicanos prende da lui il nome.